# Bennington College

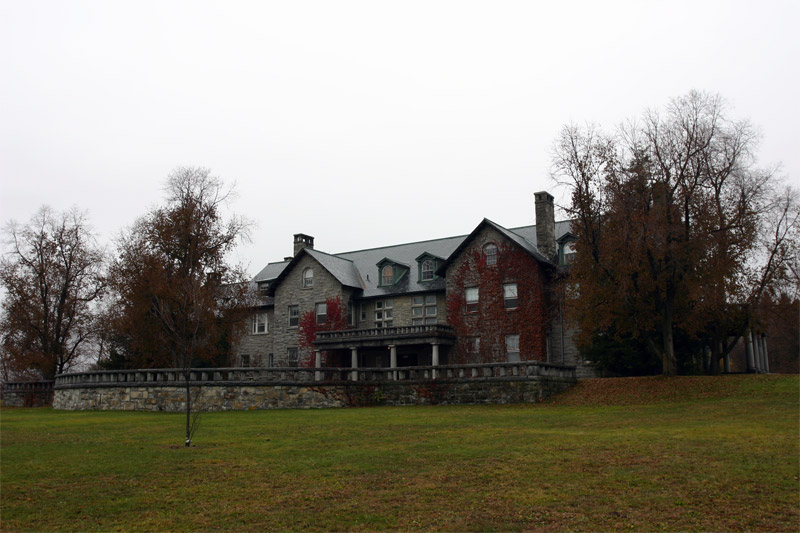
Jennings Music Building

Bennington College är ett liberal arts college i Bennington, Vermont, USA. Skolan grundades 1932 som ett kvinnligt college.

## Bennington college i media
Enligt Forbes var Bennington college ett av USA:s tio dyraste år 2007..

## Kända elever
Farahnaz Pahlavi, Alan Arkin, Anne Ramsey, Anthony Wilson, Carol Channing, Donna Tartt, Andrea Dworkin, Kathleen Norris, Susan Crile, Kiran Desai, Bret Easton Ellis, Jacob Cohen Rosenthal, Judith Butler, Jill Eisenstadt, Justin Theroux, Michael Pollan, Helen Frankenthaler, Cora Cohen, Liz Phillips, Tim Daly, Roger Kimball, Holland Taylor, Melissa Rosenberg och Peter Dinklage.